# Coupe de la Ligue française de football
Ne doit pas être confondu avec Coupe de France de football.
La Coupe de la Ligue est une compétition de football à élimination directe, organisée de 1994 à 2020 par la Ligue de football professionnel (LFP). Elle rassemble uniquement les clubs  professionnels français et monégasques.
Comme la League Cup dont elle est inspirée, elle offre à son vainqueur une place pour la Ligue Europa. Cette place qualificative est reversée en Ligue 1 si le vainqueur vient à se qualifier pour une compétition européenne via le championnat ou la Coupe de France.
La finale de la Coupe de la Ligue est jouée de 1995 à 1997 au Parc des Princes, de 1998 à 2016 au Stade de France, avant d'être délocalisée hors de Paris de 2017 à 2019. La dernière édition se joue au Stade de France.
Beaucoup plus jeune et hiérarchiquement moins prestigieuse que la Coupe de France, la Coupe de la Ligue n'a pas réussi à s'imposer durablement, malgré des primes très supérieures à celles de la Coupe de France et un format avantageux pour les clubs qualifiés en coupe d'Europe. Le 18 septembre 2019, le conseil d'administration de la LFP vote la suppression de la Coupe de la Ligue à l'issue de l'édition 2019-2020.

## Antécédents
| Édition | Vainqueur       |
| ------- | --------------- |
| 1964    | RC Strasbourg   |
| 1965    | FC Nantes       |
| Édition | Vainqueur       |
| 1982    | Stade lavallois |
| Édition | Vainqueur       |
| 1984    | Stade lavallois |
| 1986    | FC Metz         |
| 1991    | Stade de Reims  |
| 1992    | Montpellier HSC |
| 1994    | RC Lens         |

Trois compétitions appelées « Coupe de la Ligue » se sont tenues par le passé.
- La première, en deux éditions, dans les années 1960.
C'était une compétition assez similaire à la dernière Coupe de la Ligue[2].

- La seconde, appelée officiellement Coupe d'été, en 1982[3].

- La troisième, une compétition estivale de 1984 à 1994[4].
Elle avait pour but de combler les longues trêves occasionnées par les compétitions internationales. De nombreux clubs de l'élite la considéraient comme une préparation avant la reprise du championnat et y envoyaient leur équipe réserve ou procédait à des essais de joueurs[5]. L'arrêt de la version estivale de la Coupe de la Ligue en 1994 est lié à des réformes dans le football français, notamment celle de la Division 3 impliquant les réserves professionnelles.

Ces compétitions ne sont pas reconnues officiellement.

## Histoire

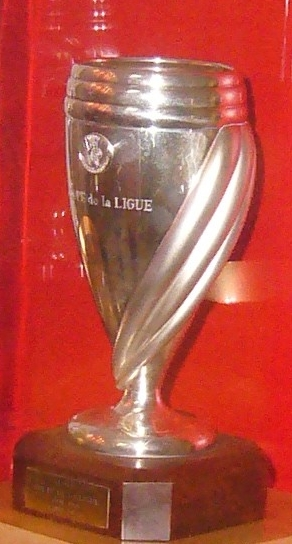
Le précédent trophée, décerné jusqu'en 2002.

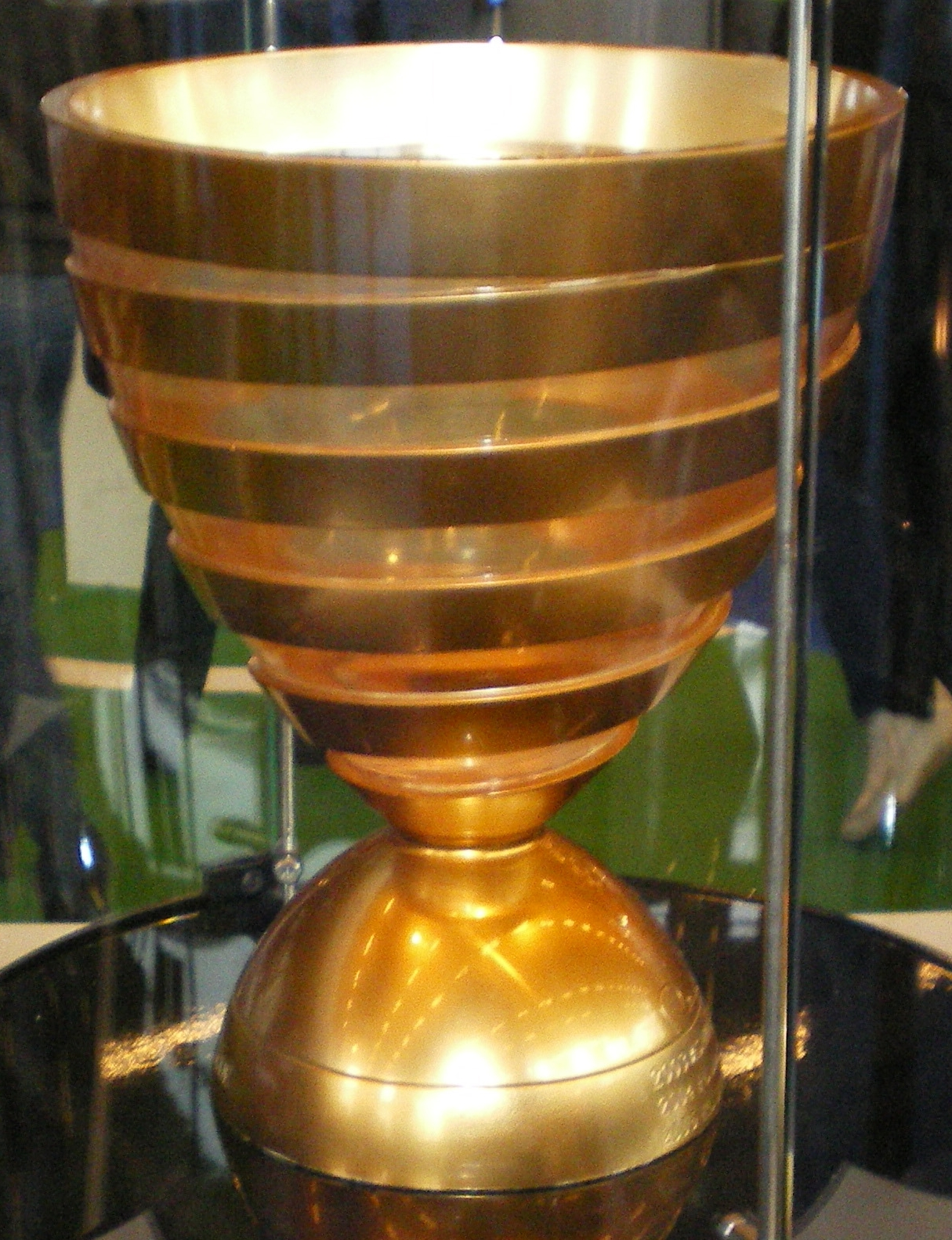
Le trophée décerné à partir de 2002.

Au début des années 1990 Noël Le Graët, président de la Ligue de football professionnel (LFP), veut permettre aux clubs français de jouer plus de rencontres, ce qui permet notamment de vendre les droits d'une nouvelle compétition aux diffuseurs audiovisuels. La Coupe de la Ligue française, calquée sur la League Cup anglaise créée en 1960, sera qualificative pour la Coupe de l'UEFA et démarre en novembre 1994. L'ensemble des clubs professionnels français y participent, à savoir tous les clubs de Division 1, de Division 2 ainsi que les clubs de National qui ont gardé un statut professionnel probatoire (valable 2 ans), du fait de leur récente relégation.
Le Paris Saint-Germain remporte la première édition, à domicile, contre le SC Bastia réalisant le doublé avec la Coupe de France.
La LFP, par l'initiative de son président nouvellement élu Frédéric Thiriez, décide en 2002 de renouveler la communication autour de la coupe. L'artiste Pablo Reinoso conçoit un trophée doré. C'est l'AS Monaco qui le reçoit le premier, lors de la finale face au FC Sochaux remportée 4 buts à 1.
La LFP décide d'apporter des modifications substantielles à compter de l'édition 2006-2007 :
- dates de calendrier avancées : début en août ou septembre, finale en mars ou avril
- tirage au sort des huitièmes de finale à la finale au même moment, avec quatre têtes de série
- les deux clubs qualifiés directement en Ligue des champions de l'UEFA sont exempts des « seizièmes de finale ».

Ces modifications ont provoqué des réactions de la part de clubs plus modestes, ceux-ci se sentant désavantagés par rapport aux quatre « têtes de séries » désignées. La première année les deux clubs exempts, l'Olympique lyonnais et les Girondins de Bordeaux, se sont retrouvés en finale.
En 2009, l'existence de la Coupe de la Ligue est remise en question : l'Union des clubs professionnels de football demande que la compétition n'offre plus de place en Ligue Europa. France Télévisions, seul diffuseur de la compétition, menace alors de ne pas acheter les droits télévisés pour les saisons 2009-2010 à 2011-2012. Alors que la LFP continue sa recherche d'acheteurs potentiels, de nombreuses voix, notamment celle de Pape Diouf, proposent de supprimer la Coupe de la Ligue. Cependant la ligue conserve la compétition tout en proposant une nouvelle formule pour les trois saisons suivantes : les six clubs s'étant qualifiés la saison précédente pour une Coupe d'Europe sont exempts des seizièmes et les quatre premiers du dernier championnat sont « têtes de séries » lors du tirage des huitièmes et des quarts de finale. Le minimum requis par la LFP lors de la vente des droits ne fut pas atteint par France Télévisions. Finalement, la ligue vend les droits pour 30 millions d'euros pour une durée de trois ans, ce qui implique une baisse des primes et du nombre de rencontres diffusées.
En 2012, la LFP a revendu les droits de retransmission des saisons 2012-2016 au moins offrant, France Télévisions. En effet, alors que le diffuseur public avait maintenu son prix de 10 millions par an, Canal+ qui venait de perdre une bonne partie des droits de la Ligue 1, en avait proposé 15 millions pour une diffusion en crypté.
À partir de l'édition 2018-2019, la compétition bénéficie d'un contrat de naming avec l'entreprise indienne Balkrishna Industries (BKT).
N'ayant reçu aucune offre de diffusion télévisuelle en décembre 2018 (appel d'offres portant sur la période 2020-2024), le 18 septembre 2019, le conseil d'administration de la LFP vote la suppression de la Coupe de la Ligue à partir de la saison 2020-2021. Le conseil précise que cela a l'avantage d'alléger le calendrier des équipes les mieux classées et surtout de restituer une place qualificative pour la Ligue Europa au championnat,.

## Palmarès

### Palmarès par édition
| N° | Édition | Vainqueur                  | Score de la finale   | Finaliste              | Lieu de la finale                       | Affluence |
| -- | ------- | -------------------------- | -------------------- | ---------------------- | --------------------------------------- | --------- |
| 1  | 1995    | Paris Saint-Germain        | 2-0                  | SC Bastia              | Parc des Princes (Paris)                | 24 663    |
| 2  | 1996    | FC Metz                    | 0-0 a.p. (5-4 t.a.b) | Olympique lyonnais     | Parc des Princes (Paris)                | 45 368    |
| 3  | 1997    | RC Strasbourg              | 0-0 a.p. (7-6 t.a.b) | Girondins de Bordeaux  | Parc des Princes (Paris)                | 39 878    |
| 4  | 1998    | Paris Saint-Germain (2)    | 2-2 a.p. (4-2 t.a.b) | Girondins de Bordeaux  | Stade de France (Saint-Denis)           | 77 700    |
| 5  | 1999    | RC Lens                    | 1-0                  | FC Metz                | Stade de France (Saint-Denis)           | 78 180    |
| 6  | 2000    | FC Gueugnon                | 2-0                  | Paris Saint-Germain    | Stade de France (Saint-Denis)           | 77 000    |
| 7  | 2001    | Olympique lyonnais         | 2-1 a.p.             | AS Monaco              | Stade de France (Saint-Denis)           | 78 010    |
| 8  | 2002    | Girondins de Bordeaux      | 3-0                  | FC Lorient             | Stade de France (Saint-Denis)           | 75 923    |
| 9  | 2003    | AS Monaco                  | 4-1                  | FC Sochaux-Montbéliard | Stade de France (Saint-Denis)           | 75 379    |
| 10 | 2004    | FC Sochaux-Montbéliard     | 1-1 a.p. (5-4 t.a.b) | FC Nantes              | Stade de France (Saint-Denis)           | 78 409    |
| 11 | 2005    | RC Strasbourg (2)          | 2-1                  | SM Caen                | Stade de France (Saint-Denis)           | 78 732    |
| 12 | 2006    | AS Nancy-Lorraine          | 2-1                  | OGC Nice               | Stade de France (Saint-Denis)           | 76 830    |
| 13 | 2007    | Girondins de Bordeaux (2)  | 1-0                  | Olympique lyonnais     | Stade de France (Saint-Denis)           | 79 072    |
| 14 | 2008    | Paris Saint-Germain (3)    | 2-1                  | RC Lens                | Stade de France (Saint-Denis)           | 78 741    |
| 15 | 2009    | Girondins de Bordeaux (3)  | 4-0                  | Vannes OC              | Stade de France (Saint-Denis)           | 75 822    |
| 16 | 2010    | Olympique de Marseille     | 3-1                  | Girondins de Bordeaux  | Stade de France (Saint-Denis)           | 72 749    |
| 17 | 2011    | Olympique de Marseille (2) | 1-0                  | Montpellier HSC        | Stade de France (Saint-Denis)           | 78 511    |
| 18 | 2012    | Olympique de Marseille (3) | 1-0 a.p.             | Olympique lyonnais     | Stade de France (Saint-Denis)           | 78 877    |
| 19 | 2013    | AS Saint-Étienne           | 1-0                  | Stade rennais FC       | Stade de France (Saint-Denis)           | 79 087    |
| 20 | 2014    | Paris Saint-Germain (4)    | 2-1                  | Olympique lyonnais     | Stade de France (Saint-Denis)           | 78 547    |
| 21 | 2015    | Paris Saint-Germain (5)    | 4-0                  | SC Bastia              | Stade de France (Saint-Denis)           | 71 969    |
| 22 | 2016    | Paris Saint-Germain (6)    | 2-1                  | LOSC Lille             | Stade de France (Saint-Denis)           | 68 640    |
| 23 | 2017    | Paris Saint-Germain (7)    | 4-1                  | AS Monaco              | Groupama Stadium (Décines-Charpieu)     | 57 841    |
| 24 | 2018    | Paris Saint-Germain (8)    | 3-0                  | AS Monaco              | Stade Bordeaux Atlantique (Bordeaux)    | 41 248    |
| 25 | 2019    | RC Strasbourg (3)          | 0-0 a.p. (4-1 t.a.b) | EA Guingamp            | Stade Pierre-Mauroy (Villeneuve-d'Ascq) | 49 161    |
| 26 | 2020    | Paris Saint-Germain (9)    | 0-0 a.p. (6-5 t.a.b) | Olympique lyonnais     | Stade de France (Saint-Denis)           | 5 000     |

### Palmarès par club
| Rang | Club                   | Titres (éditions)                                        | Finales perdues (éditions)       |
| ---- | ---------------------- | -------------------------------------------------------- | -------------------------------- |
| 1    | Paris Saint-Germain    | 9 (1995, 1998, 2008, 2014, 2015, 2016, 2017, 2018, 2020) | 1 (2000)                         |
| 2    | Girondins de Bordeaux  | 3 (2002, 2007, 2009)                                     | 3 (1997, 1998, 2010)             |
| 3    | Olympique de Marseille | 3 (2010, 2011, 2012)                                     | 0                                |
| 3    | RC Strasbourg          | 3 (1997, 2005, 2019)                                     | 0                                |
| 5    | Olympique lyonnais     | 1 (2001)                                                 | 5 (1996, 2007, 2012, 2014, 2020) |
| 6    | AS Monaco              | 1 (2003)                                                 | 3 (2001, 2017, 2018)             |
| 7    | FC Metz                | 1 (1996)                                                 | 1 (1999)                         |
| 7    | FC Sochaux-Montbéliard | 1 (2004)                                                 | 1 (2003)                         |
| 7    | RC Lens                | 1 (1999)                                                 | 1 (2008)                         |
| 10   | FC Gueugnon            | 1 (2000)                                                 | 0                                |
| 10   | AS Nancy-Lorraine      | 1 (2006)                                                 | 0                                |
| 10   | AS Saint-Étienne       | 1 (2013)                                                 | 0                                |
| 13   | SC Bastia              | 0                                                        | 2 (1995, 2015)                   |
| 14   | FC Lorient             | 0                                                        | 1 (2002)                         |
| 14   | FC Nantes              | 0                                                        | 1 (2004)                         |
| 14   | SM Caen                | 0                                                        | 1 (2005)                         |
| 14   | OGC Nice               | 0                                                        | 1 (2006)                         |
| 14   | Vannes OC              | 0                                                        | 1 (2009)                         |
| 14   | Montpellier HSC        | 0                                                        | 1 (2011)                         |
| 14   | Stade rennais FC       | 0                                                        | 1 (2013)                         |
| 14   | LOSC Lille             | 0                                                        | 1 (2016)                         |
| 14   | EA Guingamp            | 0                                                        | 1 (2019)                         |

## Statistiques
- Plus grand nombre de victoires : 9 victoires[14]
  - Paris Saint-Germain (1995, 1998, 2008, 2014, 2015, 2016, 2017, 2018 et 2020)
- Plus grand nombre de victoires consécutives : 5 victoires
  - Paris Saint-Germain (2014, 2015, 2016, 2017 et 2018)
- Plus grand nombre de finales perdues : 5 finales
  - Olympique lyonnais (1996, 2007, 2012, 2014 et 2020)
- Plus grand nombre de victoires pour un joueur : 6 victoires
  - Thiago Silva (2014, 2015, 2016, 2017, 2018 et 2020  avec le Paris Saint-Germain)
  - Marco Verratti (2014, 2015, 2016, 2017, 2018 et 2020  avec le Paris Saint-Germain)
- Plus grand nombre de victoires pour un entraîneur : 4 victoires
  - Didier Deschamps (2003 avec l'AS Monaco ; 2010, 2011 et 2012 avec l'Olympique de Marseille)
  - Laurent Blanc (2009 avec les Girondins de Bordeaux ; 2014, 2015 et 2016 avec le Paris Saint-Germain)
- Plus grand nombre de finales pour un arbitre : 3 finales
  - Stéphane Lannoy (2010, 2012 et 2014)
- Plus large victoire à domicile : 8 buts d'écart
  - 8-0 pour FC Nantes - Paris FC (2019)
- Plus large victoire à l'extérieur : 5 buts d'écart
  - 0-5 pour FC Gueugnon - AS Monaco (2003)
- Plus large victoire en finale : 4 buts d'écart
  - 4-0 pour Girondins de Bordeaux - Vannes OC (2009)
  - 4-0 pour Paris Saint-Germain - SC Bastia (2015)
- Plus grand nombre de buts marqués sur un match : 9 buts
  - 5-4 pour FC Lorient - FC Metz (2002)
  - 4-5 a.p. pour Le Mans FC - RC Lens (2008)
  - 5-4 a.p. pour Le Havre AC - FC Metz (2012)
- Plus grand nombre de buts marqués en finale : 5 buts
  - 4-1 pour AS Monaco - FC Sochaux-Montbéliard (2003)
  - 1-4 pour AS Monaco - Paris Saint-Germain (2017)
- Match le plus fréquemment joué : 8 fois
  - Olympique lyonnais - Paris Saint-Germain (1997, 2007 et 2011 au stade de Gerland ; 1995, 1998 et 2016 au Parc des Princes ; 2014 et 2020 au Stade de France)
- Finale la plus fréquemment jouée : 2 fois
  - SC Bastia - Paris Saint-Germain (1995 et 2015)
  - AS Monaco - Paris Saint-Germain (2017 et 2018)
  - Olympique lyonnais - Paris Saint-Germain (2014 et 2020)
- Record d'affluence lors d'une finale : 79 087 spectateurs
  - AS Saint-Étienne - Stade rennais (2013)
- Clubs de D2 ayant remporté la Coupe de la Ligue : 1 club
  - FC Gueugnon (2000)
- Clubs de D2 ayant disputé une finale : 2 clubs
  - FC Gueugnon (2000)
  - Vannes OC (2009)
- Clubs ayant réalisé le doublé Championnat / Coupe de la Ligue : 3 clubs
  - 5 fois : Paris Saint-Germain (2014, 2015, 2016, 2018 et 2020)
  - 1 fois : Girondins de Bordeaux (2009) et Olympique de Marseille (2010)
- Clubs ayant réalisé le doublé Coupe de France / Coupe de la Ligue : 1 club
  - 7 fois : Paris Saint-Germain (1995, 1998, 2015, 2016, 2017, 2018 et 2020)
- Clubs ayant réalisé le quadruplé Championnat / Coupe de France / Coupe de la Ligue / Trophée des champions : 1 club
  - 4 fois : Paris Saint-Germain (2015, 2016, 2018 et 2020)[15]

### Joueurs les plus capés
Ce tableau présente le classement des dix joueurs les plus capés de l'histoire de la Coupe de la Ligue.
| Rang | Joueur            | Club(s) | Matchs |
| ---- | ----------------- | --- | ------ |
| 1    | Julien Sablé      | AS Saint-Étienne (22), RC Lens (5), OGC Nice (6), SC Bastia (4)                                                                                                 | 37     |
| 2    | Sylvain Armand    | FC Nantes (9), Paris Saint-Germain (19), Stade rennais (7) | 35     |
| 3    | Fabrice Abriel    | Paris Saint-Germain (1), Amiens SC (5), En avant de Guingamp (7), FC Lorient (3), Olympique de Marseille (7), OGC Nice (9)                                      | 32     |
| 3    | Benoît Pedretti   | FC Sochaux-Montbéliard (10), Olympique de Marseille (1), Olympique lyonnais (1), AJ Auxerre (10), LOSC Lille (4), AC Ajaccio (4), AS Nancy-Lorraine (2)         | 32     |
| 5    | Lilian Compan     | AS Cannes (6), LB Châteauroux (4), US Créteil (2), AS Saint-Étienne (11), SM Caen (4), Montpellier HSC (4)                                                      | 31     |
| 5    | Mickaël Landreau  | FC Nantes (18), Paris Saint-Germain (8), LOSC Lille (4), SC Bastia (1)                                                                                          | 31     |
| 5    | Sébastien Roudet  | LB Châteauroux (11), OGC Nice (6), Valenciennes FC (6), RC Lens (6), FC Sochaux-Montbéliard (2)                                                                 | 31     |
| 8    | Benjamin Nivet    | AJ Auxerre (2), LB Châteauroux (8), ES Troyes AC (15), SM Caen (5)                                                                                              | 30     |
| 9    | Toifilou Maoulida | Montpellier HSC (6), Stade rennais (3), FC Metz (2), AS Monaco (1), Olympique de Marseille (2), AJ Auxerre (2), RC Lens (7), SC Bastia (5), Nîmes Olympique (1) | 29     |
| 9    | Souleymane Camara | AS Monaco (8), OGC Nice (3), Montpellier HSC (18) | 29     |

### Meilleurs buteurs
Ce tableau présente le classement des dix meilleurs buteurs de l'histoire de la Coupe de la Ligue.
| Rang | Joueur             | Club(s) | Matchs | Buts |
| ---- | ------------------ | --- | ------ | ---- |
| 1    | Pauleta            | Girondins de Bordeaux (5), Paris Saint-Germain (10)                                                                                  | 16     | 15   |
| 2    | Edinson Cavani     | Paris Saint-Germain (15) | 18     | 15   |
| 3    | Stéphane Guivarc'h | En avant de Guingamp (4), AJ Auxerre (7), Stade rennais (3)                                                                          | 14     | 14   |
| 4    | Lilian Compan      | AS Cannes (3), LB Châteauroux (0), US Créteil (2), AS Saint-Étienne (6), SM Caen (0), Montpellier HSC (2)                            | 31     | 13   |
| 5    | Sonny Anderson     | AS Monaco (8), Olympique lyonnais (4)                                                                                                | 16     | 12   |
| 6    | Loïc Rémy          | Olympique lyonnais (0), RC Lens (1), OGC Nice (3), Olympique de Marseille (4), LOSC Lille (3)                                        | 19     | 11   |
| 7    | Grégory Thil       | AS Beauvais (2), US Boulogne (7), Dijon FCO (1), LB Châteauroux (1)                                                                  | 20     | 11   |
| 8    | Bafétimbi Gomis    | AS Saint-Étienne (4), Olympique lyonnais (5), Olympique de Marseille (1)                                                             | 19     | 10   |
| 9    | Peguy Luyindula    | Chamois niortais (0), RC Strasbourg (2), Olympique lyonnais (5), Olympique de Marseille (0), AJ Auxerre (0), Paris Saint-Germain (3) | 27     | 10   |
| 10   | Brandão            | Olympique de Marseille (7), AS Saint-Étienne (2), SC Bastia (0)                                                                      | 15     | 9    |

## Logos

Logo jusqu'en 2002.
Logo de 2002 à 2003.
Logo de 2003 à 2016.
Logo de 2016 à 2020 (le logo BKT est inclus à partir de 2018).

## Critiques
La Coupe de la Ligue est l'objet de critiques récurrentes. Dans un « Manifeste pour sauver le football », Les Cahiers du football estiment, dès 2003, que sa suppression est une priorité. Cette proposition est renouvelée dans le même média pour les dix ans de la compétition : « sans fondement sportif ni légitimité historique, cette compétition n’aurait jamais dû voir le jour ». Il lui est notamment reproché de doublonner avec la Coupe de France de football qui symbolise l'unité du football national et de la dévaluer, de surcharger le calendrier des clubs, d'affaiblir la représentation française en coupe d'Europe, ou encore de ne pas susciter l'adhésion populaire.
Ces critiques sont toujours vives pour les vingt-cinq ans de la compétition, alors que le désaveu populaire semble se confirmer et que la Coupe de la Ligue peine à trouver un diffuseur après 2020, ce qui entraîne finalement la suppression de la compétition.